# Flora da China
A flora da China é diversificada. Mais de 30.000 espécies de plantas são nativas da China, o que representa cerca de um oitavo do total de espécies de plantas do mundo, incluindo milhares encontradas em nenhum outro lugar na Terra.
A China contém uma variedade de tipos de floresta. Tanto o nordeste e noroeste chega a conter montanhas e frio, florestas coníferas, apoiando espécies de animais que incluem o alce e o urso negro Asiático, juntamente com cerca de 120 tipos de aves. Florestas húmidas de coníferas podem ter moitas de bambu como um subbosque, substituído por rododendros nas partes superiores da montanha em zonas de zimbro e teixo. As florestas subtropicais que dominam a China central e sul, suportam uma espantosa flora de 146.000 espécies. A floresta tropical sazonal e florestas tropicais, embora confinados em Yunnan e Ilha de Hainan, tem um quarto de todas as plantas e animais de espécies encontradas na China.

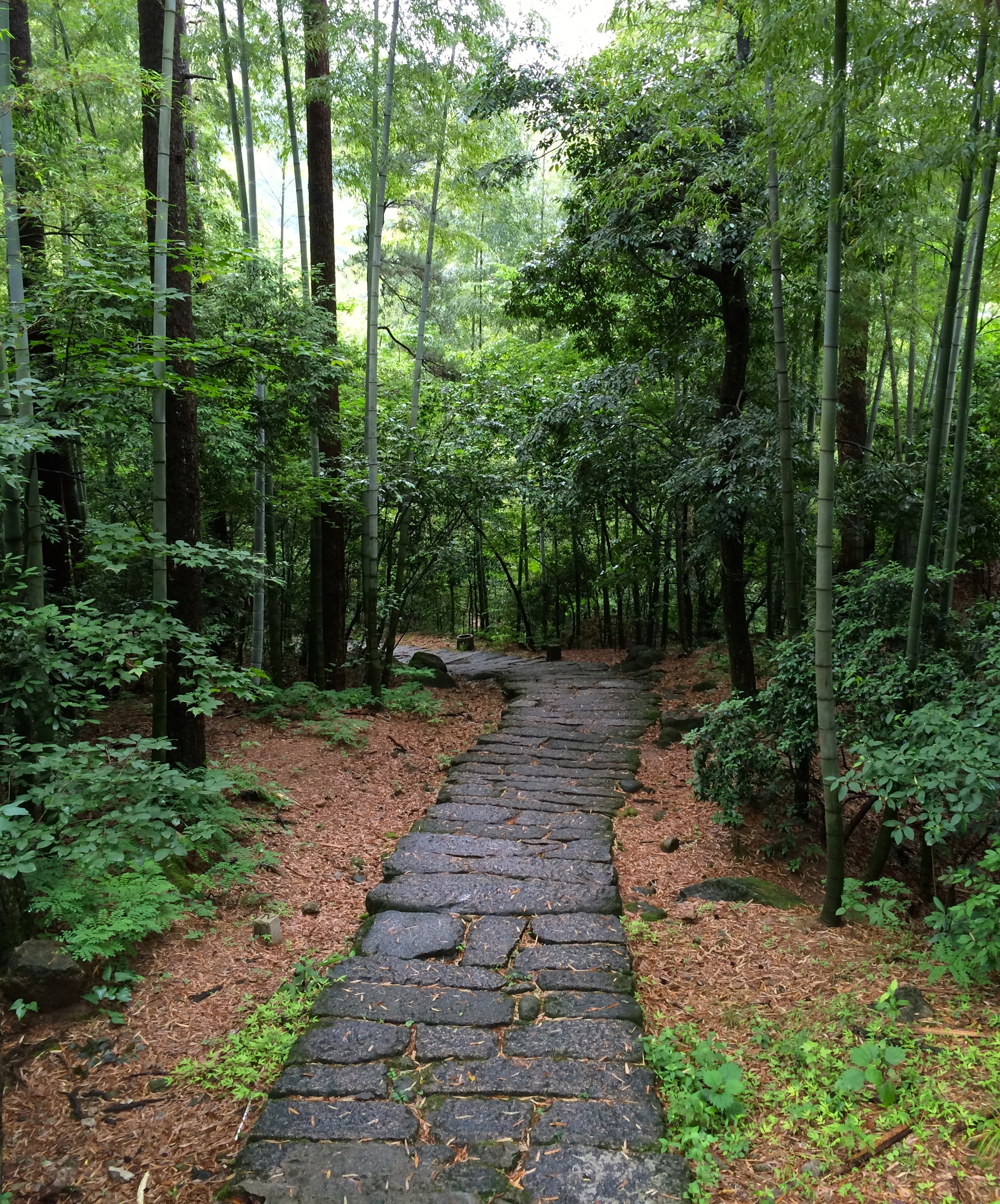
Um caminho entre alguns de bambu.